# Campionats del món de ciclisme en ruta de 1998
Els Campionats del món de ciclisme en ruta de 1998 es disputaren del 4 a l'11 d'octubre de 1998 a Valkenburg, Països Baixos.

## Resultats
|                                         | Or                                            | Or         | Argent                                        | Argent | Bronze                       | Bronze |
| Proves masculines professionals         |                                               |            |                                               |        |                              |        |
| Cursa en línia masculina detalls        | Oskar Camenzind · Suïssa                      | 6h 01' 30" | Peter Van Petegem · Bèlgica                   | + 23"  | Michele Bartoli · Itàlia     | + 24"  |
| Contrarellotge masculina detalls        | Abraham Olano · Espanya                       | 54' 32"    | Melcior Mauri · Catalunya                     | + 37"  | Serhí Hontxar · Ucraïna      | + 47"  |
| Proves femenines elit                   |                                               |            |                                               |        |                              |        |
| Cursa en línia femenina detalls         | Diana Žiliūtė · Lituània                      | 2h 35' 35" | Leontien Zijlaard-van Moorsel · Països Baixos | m. t.  | Hanka Kupfernagel · Alemanya | m. t.  |
| Contrarellotge femenina detalls         | Leontien Zijlaard-van Moorsel · Països Baixos | 31' 51"    | Zulfià Zabírova · Rússia                      | m. t.  | Hanka Kupfernagel · Alemanya | + 2"   |
| Proves masculines sub-23                |                                               |            |                                               |        |                              |        |
| Cursa en línia masculina sub-23 detalls | Ivan Basso · Itàlia                           | 4h 00' 30" | Rinaldo Nocentini · Itàlia                    | + 16"  | Danilo Di Luca · Itàlia      | m. t.  |
| Contrarellotge masculina sub-23 detalls | Thor Hushovd · Noruega                        | 43' 19"    | Frédéric Finot · França                       | + 11"  | Gianmario Ortenzi · Itàlia   | + 16"  |
| Proves masculines júniors               |                                               |            |                                               |        |                              |        |
| Cursa en línia masculina júnior detalls | Mark Scanlon · Irlanda                        | 2h 54' 36" | Filippo Pozzato · Itàlia                      | m. t.  | Eduard Kiwischow · Rússia    | m. t.  |
| Contrarellotge masculina júnior detalls | Fabian Cancellara · Suïssa                    | 29' 39"    | Torsten Hiekmann · Alemanya                   | + 2"   | Filippo Pozzato · Itàlia     | + 7"   |
| Proves femenines júniors                |                                               |            |                                               |        |                              |        |
| Cursa en línia femenina júnior detalls  | Tina Liebig · Alemanya                        | 1h 46' 51" | Olga Zabelinskaya · Rússia                    | m. t.  | Nathalie Bates · Austràlia   | m. t.  |
| Contrarellotge femenina júnior detalls  | Trixi Worrack · Alemanya                      | 23' 22"    | Olga Zabelinskaya · Rússia                    | + 6"   | Geneviève Jeanson · Canadà   | + 24"  |

## Medaller
| Posició | País          | Or | Plata | Bronze | Total |
| 1       | Alemanya      | 2  | 1     | 2      | 5     |
| 2       | Suïssa        | 2  | 0     | 0      | 2     |
| 3       | Itàlia        | 1  | 2     | 4      | 7     |
| 4       | Espanya       | 1  | 1     | 0      | 2     |
| 4       | Països Baixos | 1  | 1     | 0      | 2     |
| 6       | Irlanda       | 1  | 0     | 0      | 1     |
| 6       | Lituània      | 1  | 0     | 0      | 1     |
| 6       | Noruega       | 1  | 0     | 0      | 1     |
| 9       | Rússia        | 0  | 3     | 1      | 4     |
| 10      | Bèlgica       | 0  | 1     | 0      | 1     |
| 10      | França        | 0  | 1     | 0      | 1     |
| 12      | Austràlia     | 0  | 0     | 1      | 1     |
| 12      | Canadà        | 0  | 0     | 1      | 1     |
| 12      | Ucraïna       | 0  | 0     | 1      | 1     |
| Totale  | Totale        | 10 | 10    | 10     | 30    |